# Fontanès, Loire
Fontanès là một xã trong tỉnh Loire miền trung nước Pháp.